# 前山美優
前山美優（Maeyama Miyu，1996年2月21日—）是日本田徑運動員，專攻短跑項目。她代表日本參加2017年夏季世界大學運動會田徑比賽女子100公尺和4×100公尺接力項目，最終獲得女子4×100公尺接力項目銅牌。

## 賽事記錄
| 年        | 賽事           | 舉辦城市         | 名次      | 項目          | 記錄      |
| 代表 日本 | 代表 日本      | 代表 日本        | 代表 日本 | 代表 日本     | 代表 日本 |
| --------- | -------------- | ---------------- | --------- | ------------- | --------- |
| 2017      | 亞洲錦標賽     | 印度布巴內什瓦爾 | 第7名     | 100公尺       | 11.98     |
| 2017      | 亞洲錦標賽     | 印度布巴內什瓦爾 | 第6名     | 4×100公尺接力 | 45.40     |
| 2017      | 世界大學運動會 | 臺灣臺北市       | 淘汰      | 100公尺       | 11.93     |
| 2017      | 世界大學運動會 | 臺灣臺北市       | 季軍      | 4×100公尺接力 | 44.56     |

## 外部連結
- 前山美優在的頁面
- 前山美優的Facebook專頁
- 前山美優的X（前Twitter）
- 前山美優的Instagram帳戶